# فرخنده زرکوب
فرخنده زرکوب یا فرخنده شکم‌فیروزه‌ای (نام علمی: Tangara cyanoventris) یک گونه از پرندگان خانواده فرخندگان و بومی برزیل است.
زیستگاه‌های طبیعی آن جنگل‌های دشت نمناک نیمه‌گرمسیری یا گرمسیری، جنگل‌های کوهستانی نمناک نیمه‌گرمسیری یا گرمسیری و جنگل‌های پیشین به‌شدت تخریب‌شده است.